# Takeshirō Matsuura
Takeshirō Matsuura (松浦武四郎, Matsuura Takeshirō) fou un explorador, cartògraf, escriptor, pintor, sacerdot i antiquari japonés. Durant el període Edo i el Bakumatsu va fer sis viatges d'exploració a Ezo, Sakhalín i les Kurils. A principis de l'era Meiji, Matsuura va estar a sou de l'Oficina de Colonització de Hokkaidō. Takeshirō Matsuura és sovint conegut com l'"avi de Hokkaido" per les seues investigacions, escrits i pel fet de ser el creador de gran part de la toponimia de l'illa, inclòs el seu nom, Hokkaido.
Takeshirō Matsuura va nàixer un 12 de març de 1818 a l'actual ciutat de Matsusaka, avui dia a la prefectura de Mie. Des de la seua joventut, Matsuura va rebre una educació religiosa (pràcticament l'única a l'època) i confucianista. Als vin-i-un anys, Matsuura va ingressar com a sacerdot budista de la secta Zen, poc després de recuperar-se d'una malaltia a la ciutat de Nagasaki, servint a la ciutat de Hirado durant tres anys.